# Shanghai Golden Grand Prix 2017
Lo Shanghai Golden Grand Prix 2017 è stato la 11ª edizione dell'annuale meeting di atletica leggera che ha avuto luogo allo Stadio di Shanghai, situato nell'omonima città, il 13 maggio 2017. Il meeting è stato inoltre la seconda tappa del circuito IAAF Diamond League 2017.

## Programma
| # | Orario | Specialità         |
| - | ------ | ------------------ |
| 1 | 18:35  | Salto in alto      |
| 2 | 18:45  | Salto con l'asta   |
| 3 | 18:50  | Lancio del disco   |
| 4 | 19:03  | 400 metri ostacoli |
| 5 | 19:24  | 100 metri          |
| 6 | 19:27  | Salto in lungo     |
| 7 | 19:42  | 800 metri          |
| 8 | 20:20  | 200 metri          |
| 9 | 20:53  | 110 metri ostacoli |

| # | Orario | Specialità       |
| - | ------ | ---------------- |
| 1 | 17:45  | Getto del peso   |
| 2 | 18:50  | Lancio del disco |
| 3 | 19:10  | 1500 metri       |
| 4 | 19:34  | 400 metri        |
| 5 | 19:51  | 3000 metri siepi |
| 6 | 20:11  | 100 metri        |
| 7 | 20:27  | 5000 metri       |

     Specialità valide per la Diamond League

### Uomini
| Specialità       |                    | Prestazione | 2º classificato   | Prestazione | 3º classificato           | Prestazione |
| 100 m            | Bingtian Su        | 10"09       | Michael Rodgers   | 10"13       | Ben Youssef Meïté         | 10"15       |
| 200 m            | Noah Lyles         | 19"90       | LaShawn Merritt   | 20"27       | Adam Gemili               | 20"35       |
| 800 m            | Kipyegon Bett      | 1'44"70     | Robert Biwott     | 1'45"15     | Ferguson Cheruiyot Rotich | 1'45"17     |
| 110 m ostacoli   | Omar McLeod        | 13"09       | Orlando Ortega    | 13"15       | Wenjun Xie                | 13"31       |
| 400 m ostacoli   | Bershawn Jackson   | 48"63       | L.J. van Zyl      | 49"35       | Rasmus Mägi               | 49"38       |
| Salto in alto    | Mutaz Essa Barshim | 2.33        | Wang Yu           | 2.30        | Andriy Protsenko          | 2.27        |
| Salto con l'asta | Sam Kendricks      | 5.88        | Renaud Lavillenie | 5.83        | Shawn Barber              | 5.60        |
| Salto in lungo   | Luvo Manyonga      | 8.61        | Xinglong Gao      | 8.22        | Changzhou Huang           | 8.20        |
| Lancio del disco | Philip Milanov     | 64.94       | Piotr Małachowski | 64.36       | Daniel Ståhl              | 64.14       |

     Prestazione che stabilisce il nuovo record del meeting.

### Donne
| Specialità       |                     | Prestazione | 2º classificato  | Prestazione | 3º classificato    | Prestazione |
| 100 m            | Elaine Thompson     | 10"78       | Tori Bowie       | 11"04       | Marie-Josée Ta Lou | 11"07       |
| 400 m            | Shaunae Miller-Uibo | 49"77       | Natasha Hastings | 50"74       | Olha Zemlyak       | 50"89       |
| 1500 m           | Faith Kipyegon      | 3'59"22     | Dawit Seyaum     | 4'00"52     | Besu Sado          | 4'03"10     |
| 5000 m           | Hellen Obiri        | 14'22"47    | Senberi Teferi   | 14'31"76    | Letesenbet Gidey   | 14'36"84    |
| 3000 m siepi     | Ruth Jebet          | 9'04"78     | Hyvin Kiyeng     | 9'06"72     | Celliphine Chespol | 9'07"08     |
| Getto del peso   | Lijiao Gong         | 19.46       | Daniella Bunch   | 18.98       | Anita Márton       | 18.69       |
| Lancio del disco | Sandra Perković     | 66.94       | Dani Stevens     | 66.47       | Denia Caballero    | 65.76       |

     Prestazione che stabilisce il nuovo record del meeting.